# Salak (berg)
Salak (Indonesisch: Gunung Salak) is een stratovulkaan op het Indonesische eiland Java in de provincie West-Java. Verschillende satellietkegels hebben zich gevormd aan de zuidoost- en noordzijde van de berg.
Volgens velen komt de naam van de vulkaan "Salak" van salak, een tropische vrucht met een harde huid. Echter, volgens Soendanese traditie is de naam afgeleid van het woord  Salaka uit Sanskriet, dat zilver betekent. Dit zou betekenen dat Gunung Salak staat voor Zilverberg.
Bij de Nederlandse marine heeft een schip gediend dat is vernoemd naar deze berg, Hr.Ms. Salak.
Op 9 mei 2012 stortte hier een Soechoj Superjet 100 neer, tijdens een demonstratievlucht. Hierbij kwamen alle 45 inzittenden om het leven.